# Clarias magur
Clarias magur – gatunek ryby sumokształtnej z rodziny długowąsowatych (Clariidae).

## Zasięg występowania
Clarias magur pierwotnie występował w Bangladeszu, Indiach (Arunachal Pradesh, Assam, Bihar, Chandigarh, Chattisgarh, Darjiling, Delhi, Haryana, Himachal Pradesh, Jharkand, Madhya Pradesh, Manipur, Meghalaya, Mizoram, Nagaland, Sikkim, Tripura, Uttaranchal, Uttar Pradesh, Bengal Zachodni); Nepalu. Obecnie gatunek ten powszechnie występuje w  Brahmaputra w północnych i północno-wschodnich Indiach, Nepalu, Bhutanie i Bangladeszu.

## Morfologia
Clarias magur jest to oddychająca powietrzem ryba, która posiada dodatkowy organ oddechowy, rozgałęziony, znajdujący się w pobliżu skrzeli. Głowa tej ryby jest duża a pysk ścięty po stronie brzusznej. Z ośmiu wąsów dwa są znacznie bardziej skomplikowane i dłuższe, a reszta ma podobną budowę. Obecny w pobliżu otworu gębowego pierwszy cienki promień płetwy piersiowej został zmodyfikowany w ostry kolec obronny. Płetwy miednicy po stronie brzusznej są blisko płetw piersiowych. Są one wsparta przez miękkie drobne promienie. Płetwa grzbietowa jest bardzo duża, rozciąga się wzdłuż środkowej linii grzbietowej całego obszaru tułowia i ogona. Wsparta jest przez niezliczone miękkie promienie płetwy. Płetwa analna występuje wzdłuż środkowej linii brzusznej obszaru ogona. Wsparta jest przez liczne miękkie promienie płetwy.Płetwa ogonowa jest półkolista i występuje na końcowym odcinku ogona.
Clarias magur osiąga dojrzałość w pierwszych latach życia i zwykle pojawia się od kwietnia do sierpnia zarówno w wodach otwartych, jak i zamkniętych. W południowo-wschodniej Azji zwykle pojawia się w porze deszczowej, kiedy rzeki wznoszą się, a ryby są w stanie wykopywać gniazda w zatopionych brzegach i groblach zalanych pól ryżowych. Rozmnaża się w płytkich wodach przybrzeżnych, w stawach, rowach i naturalnych zagłębieniach oraz zalanych polach ryżowych podczas monsunu letniego i pory deszczowej. Osiąga maksymalną długość 35 cm i masę 250 g. Jest to gatunek denny, wszystkożerny.  Są aktywne głównie w nocy i ich pokarm stanowią głównie larwy owadów, jaja ryb, ryby i okazjonalnie materiał roślinny. Może żyć z wody przez dłuższy czas i poruszać się na krótkich dystansach. To dość odporna ryba.

## Znaczenie gospodarcze
Clarias magur jest rybą, która cieszy się dużym popytem i przyciąga uwagę rolników ze względu na wysoką wartość rynkową w Indiach i Bangladeszu. Gatunek ten jest bardzo popularny w Bangladeszu ze względu na stosowanie mięsa tej ryby jako ważnej część diety dla dzieci i matek karmiących, pacjentów w okresie rekonwalescencji. Ponadto gatunek może być utrzymywany przy życiu przez długi czas nawet wtedy, kiedy przechowuje się go w pojemniku na wodę, nie dając pożywienia. Ryba ta jest wysoko ceniona ze względu na dużą zawartość białka (15,0%), niską zawartość tłuszczu (1,0%) i wysoką zawartość żelaza (710 mg/100g tkanki).
Metoda hodowli jest łatwa. Clarias magur może przetrwać w niesprzyjających warunkach, w zanieczyszczonej wodzie o niskiej zawartości tlenu. Jest odporny na choroby,
W przypadku prawidłowego prowadzenia hodowli, ryby mogą być sprzedawane na wczesnym etapie (6–8 miesięcy) Praktyka kulturowa w Tajlandii polega na zbieraniu ręcznie od 2000 do 15 000 jednotygodniowych narybków, które są następnie transportowane do stawów żłobkowych.
Populacja tego gatunku spada na całym obszarze występowania z powodu wysychania mokradeł oraz zanieczyszczenia pestycydami terenów ryżowych. Spadek populacji o ponad 50% w ciągu ostatnich kilku lat i przewidywany spadek w tym samym lub nieco wyższym tempie w całym zakresie gatunków sprawia, że kwalifikuje się on do kategorii "zagrożone wyginięciem".